# Bissom
Bissom – osada w Anglii, w Kornwalii. Leży 33 km na wschód od miasta Penzance i 380 km na południowy zachód od Londynu.